# Gran Commendatore del Sovrano Militare Ordine di Malta
Il Gran Commendatore del Sovrano Militare Ordine di Malta è una delle quattro alte cariche del Sovrano Militare Ordine di Malta. I compiti del Gran Commendatore sono stabiliti dagli articoli 149 e 150 della Carta Costituzionale dell'Ordine.
Il Gran Commendatore coadiuva il Gran Maestro nell’osservanza dei carismi dell’Ordine e nella divulgazione e protezione della Fede, nella vigilanza sui Gran Priorati e sottopriorati, nella vigilanza sui membri del primo e del secondo ceto. Rientrano nella responsabilità del gran commendatore la cura della cappella del Palazzo Magistrale e la realizzazione dei pellegrinaggi dell’Ordine. Il gran commendatore esercita la funzione di superiore nei riguardi dei membri del primo e del secondo ceto aggregati in gremio religionis.
Spetta inoltre al Gran Commendatore ed ai membri del suo consiglio la concessione della medaglia Principio Tuitio Fidei et Obsequium Pauperum (testimonianza di fede e di aiuto per i bisognosi).
Il gran commendatore esercita la luogotenenza interinale al posto del gran maestro in caso della morte o dimissioni di quest'ultimo, sino all'elezione del nuovo gran maestro.

## Gran Commendatore
- Pierre de Salabert (1784-1807)
- Vittorio Marullo di Condojanni (1967 - 1982)[1]
- Ludwig Hoffmann-Rumerstein (1994 - 2004)
- Giacomo Dalla Torre del Tempio di Sanguinetto (2004 - 12 febbraio 2009)
- Gherardo Hercolani Fava Simonetti (12 febbraio 2009 - 6 dicembre 2011)
- Carlo d'Ippolito di Sant'Ippolito (6 dicembre 2011 - 31 maggio 2014)
- Ludwig Hoffmann-Rumerstein (31 maggio 2014 - 1º maggio 2019)
- Ruy Gonçalo do Valle Peixoto de Villas Boas (1º maggio 2019 - 3 settembre 2022)
- Emmanuel Rousseau, dal 3 settembre 2022